# Motor Lublin (piłka nożna) w sezonie 1970/1971
Sezon 1970/1971 był dla Motoru Lublin 4. sezonem na drugim szczeblu ligowym. W trzydziestu rozegranych spotkaniach, Motor zdobył 32 punkty i zajął 6. miejsce w tabeli. W rundzie jesiennej trenerem zespołu był Stanisław Świerk, zaś w rundzie wiosennej Zdzisław Wolsza.

## Przebieg sezonu
1 lipca 1970 zespół wyjechał na 10-dniowe zgrupowanie na Węgry, gdzie rozegrali mecze sparingowe z III-ligowym Taj (4:0), akademickim DEAC Debreczyn (2:3) i Hajdukiem Doroga (7:2). W drugiej połowie lipca piłkarze Motoru przebywali na zgrupowaniu w Węgierskiej Górce, gdzie sparowali z Avią Świdnik (4:0) i Stalą Rzeszów (0:0). Do klubu przybył między innymi Andrzej Kaczewski, występujący poprzednio w Śląsku Wrocław.
Motor rozpoczął sezon od trzech porażek i jednego remisu, po czym zajmował 15. miejsce w tabeli. Pierwsze zwycięstwo w sezonie 1970/1971 odniósł w piątej kolejce, nad Wartą Poznań. Strefę spadkową Motor opuścił po zwycięskim meczu 10. kolejki nad wiceliderem Hutnikiem Nowa Huta, którego trenował wówczas Władysław Giergiel. We wrześniu zatrudniono na miesiąc na stanowisko konsultanta do pierwszego zespołu Kazimierza Górskiego, będącego wówczas trenerem młodzieżowej reprezentacji Polski. W listopadzie odszedł do Stali Mielec Krzysztof Rześny. Rundę jesienną Motor zakończył na  8. miejscu.
W przerwie zimowej piłkarze Motoru powrócili do treningów 5 stycznia 1971 z nowym trenerem Zdzisławem Wolszą, pracującym poprzednio w Zastalu Zielona Góra, Śląsku Wrocław i Szombierkach Bytom. 31 stycznia w Świdniku Motor przegrał w meczu kontrolnym z Avią 0:1. 7 lutego 23-osobowa kadra Motoru wyjechała na trzytygodniowe zgrupowanie do Jeleniej Góry. Przygotowując się do rundy wiosennej zespół rozegrał tam kilka meczów sparingowych, między innymi z Gwardią Koszalin (4:1), Olimpią Poznań (1:0), Moto Jelczem Oława, prowadzonym przez Stanisława Świerka (2:2), Zawiszą Bydgoszcz (4:0) i BKS Bolesławiec (2:1). W drodze powrotnej piłkarze zatrzymali się we Wrocławiu, gdzie rozegrali mecz towarzyski ze Ślęzą, który wygrali 4:1. Wszystkie bramki dla lubelskiego zespołu zdobył Kaczewski. 15 marca zespół wyjechał na zgrupowanie do Wojkowic, a stamtąd bezpośrednio do Rudy Śląskiej na pierwszy mecz rundy wiosennej z Uranią prowadzoną przez Gerarda Cieślika.
Po zwycięstwie nad Garbarnią Kraków, w czterech kolejnych meczach Motor odniósł trzy porażki, jeden remis i spadł w tabeli z 7. na 12. miejsce, wyrównując się liczbą punktów z będącym w strefie spadkowej Startem Łódź. Utrzymanie Motor zapewnił sobie w przedostatniej kolejce po wyjazdowym zwycięstwie z Cracovią. Ostatnie trzy zwycięstwa z rzędu sprawiły, że Motor zakończył sezon na 6. pozycji, najwyższej w swojej dotychczasowej II-ligowej historii.

## Mecze ligowe w sezonie 1970/1971
| Data                 | Przeciwnik         | D/W | Miejsce                         | Wynik M/P | Strzelcy                                 | Widzów   | Źródło        |
| -------------------- | ------------------ | --- | ------------------------------- | --------- | ---------------------------------------- | -------- | ------------- |
|                      |                    |     |                                 |           |                                          |          |               |
| RUNDA JESIENNA       |                    |     |                                 |           |                                          |          |               |
|                      |                    |     |                                 |           |                                          |          |               |
| 1 sierpnia 1970      | Urania Ruda Śląska | D   | Stadion przy al. Zygmuntowskich | 1:2       | Marciniuk 45'                            | 8 tys.   | [ 21 ] [ 22 ] |
| 9 sierpnia 1970      | Start Łódź         | W   | Łódź                            | 0:1       |                                          | 8 tys.   | [ 23 ] [ 24 ] |
| 12 sierpnia 1970     | Odra Opole         | D   | Stadion przy al. Zygmuntowskich | 1:1       | Kaczewski 44'                            | 7 tys.   | [ 25 ] [ 26 ] |
| 16 sierpnia 1970     | Zawisza Bydgoszcz  | W   | Stadion Zawiszy                 | 0:1       |                                          | 1 tys.   | [ 5 ] [ 27 ]  |
| 23 sierpnia 1970     | Warta Poznań       | D   | Stadion przy al. Zygmuntowskich | 2:1       | Pokin-Socha 53', Kaczewski 80'           | 12 tys.  | [ 6 ] [ 28 ]  |
| 29 sierpnia 1970     | Garbarnia Kraków   | W   | Stadion Garbarni                | 0:3       |                                          | 3 tys.   | [ 29 ] [ 30 ] |
| 5 września 1970      | Star Starachowice  | D   | Stadion przy al. Zygmuntowskich | 0:0       |                                          | 10 tys.  | [ 31 ] [ 32 ] |
| 9 września 1970      | Piast Gliwice      | D   | Stadion przy al. Zygmuntowskich | 2:0       | Famulski 4', Kaczewski 88' (k)           |          | [ 33 ]        |
| 13 września 1970     | ŁKS Łódź           | W   | Stadion ŁKS-u                   | 0:2       |                                          | 10 tys.  | [ 34 ] [ 35 ] |
| 20 września 1970     | Hutnik Nowa Huta   | D   | Stadion przy al. Zygmuntowskich | 4:1       | Kamiński 7', Kaczewski 27', 80', 89'     | 14 tys.  | [ 7 ] [ 36 ]  |
| 27 września 1970     | Unia Racibórz      | W   | Stadion Unii                    | 1:0       | Kaczewski 14'                            | 1,5 tys. | [ 37 ]        |
| 3 października 1970  | Śląsk Wrocław      | D   | Stadion przy al. Zygmuntowskich | 1:0       | Kamiński 28'                             | 15 tys.  | [ 38 ] [ 39 ] |
| 25 października 1970 | Olimpia Poznań     | W   | Stadion Olimpii                 | 0:0       | Śpiewok 12'                              | 2 tys.   | [ 40 ] [ 41 ] |
| 8 listopada 1970     | Cracovia           | D   | Stadion przy al. Zygmuntowskich | 3:0       | Kamiński 50', Kaczewski 54', Oryszko 88' | 5 tys.   | [ 42 ] [ 43 ] |
| 15 listopada 1970    | MZKS Gdynia        | W   | Stadion MZKS-u                  | 0:2       |                                          | 3 tys.   | [ 9 ] [ 44 ]  |
|                      |                    |     |                                 |           |                                          |          |               |
| RUNDA WIOSENNA       |                    |     |                                 |           |                                          |          |               |
|                      |                    |     |                                 |           |                                          |          |               |
| 21 marca 1971        | Urania Ruda Śląska | W   | Ruda Śląska                     | 0:1       |                                          | 2 tys.   | [ 45 ] [ 46 ] |
| 28 marca 1971        | Start Łódź         | D   | Stadion przy al. Zygmuntowskich | 1:0       | Krawczyk 15'                             | 7 tys.   | [ 47 ] [ 48 ] |
| 4 kwietnia 1971      | Odra Opole         | W   | Stadion Odry                    | 0:1       |                                          | 4 tys.   | [ 49 ] [ 50 ] |
| 17 kwietnia 1971     | Zawisza Bydgoszcz  | D   | Stadion przy al. Zygmuntowskich | 1:1       | Śpiewok 63'                              | 10 tys.  | [ 51 ] [ 52 ] |
| 24 kwietnia 1971     | Warta Poznań       | W   | Stadion Warty                   | 1:0       | Oryszko 62'                              | 3 tys.   | [ 53 ] [ 54 ] |
| 1 maja 1971          | Garbarnia Kraków   | D   | Stadion przy al. Zygmuntowskich | 2:0       | Kamiński 9', Kaczewski 74' (k)           | 10 tys.  | [ 55 ] [ 56 ] |
| 9 maja 1971          | Star Starachowice  | W   | Starachowice                    | 0:3       |                                          | 10 tys.  | [ 57 ] [ 58 ] |
| 15 maja 1971         | Piast Gliwice      | W   | Stadion Piasta                  | 0:1       |                                          | 6 tys.   | [ 59 ] [ 60 ] |
| 23 maja 1971         | ŁKS Łódź           | D   | Stadion przy al. Zygmuntowskich | 0:0       |                                          | 10 tys.  | [ 61 ]        |
| 30 maja 1971         | Hutnik Nowa Huta   | W   | Stadion Hutnika                 | 0:1       |                                          | 11 tys.  | [ 18 ] [ 62 ] |
| 5 czerwca 1971       | Unia Racibórz      | D   | Stadion przy al. Zygmuntowskich | 2:1       | Dworzecki 23', Oryszko 51'               | 6 tys.   | [ 63 ] [ 64 ] |
| 9 czerwca 1971       | Śląsk Wrocław      | W   | Stadion Śląska                  | 1:1       | Oryszko 3'                               | 6 tys.   | [ 65 ] [ 66 ] |
| 13 czerwca 1971      | Olimpia Poznań     | D   | Stadion przy al. Zygmuntowskich | 2:1       | Kaczewski 41', Polowczyk 50' (sam)       | 7 tys.   | [ 67 ] [ 68 ] |
| 20 czerwca 1971      | Cracovia           | W   | Stadion Cracovii                | 1:0       | Sykta 62'                                | 300      | [ 19 ] [ 69 ] |
| 27 czerwca 1971      | MZKS Gdynia        | D   | Stadion przy al. Zygmuntowskich | 1:0       | Sykta 82'                                | 5 tys.   | [ 20 ] [ 70 ] |

### Tabela II ligi
| Poz | Klub               | M  | Pkt | Bz | Bs |
| --- | ------------------ | -- | --- | -- | -- |
| 1.  | Odra Opole         | 30 | 43  | 40 | 16 |
| 2.  | ŁKS Łódź           | 30 | 43  | 40 | 17 |
| 3.  | Hutnik Nowa Huta   | 30 | 40  | 46 | 25 |
| 4.  | MZKS Gdynia        | 30 | 33  | 36 | 27 |
| 5.  | Urania Ruda Śląska | 30 | 32  | 30 | 24 |
| 6.  | Motor Lublin       | 30 | 32  | 27 | 23 |
| 7.  | Zawisza Bydgoszcz  | 30 | 32  | 27 | 23 |
| 8.  | Piast Gliwice      | 30 | 31  | 36 | 38 |
| 9.  | Garbarnia Kraków   | 30 | 31  | 36 | 40 |
| 10. | Śląsk Wrocław      | 30 | 30  | 30 | 31 |
| 11. | Star Starachowice  | 30 | 29  | 25 | 23 |
| 12. | Start Łódź         | 30 | 29  | 31 | 34 |
| 13. | Unia Racibórz      | 30 | 28  | 22 | 27 |
| 14. | Olimpia Poznań     | 30 | 19  | 22 | 34 |
| 15. | Warta Poznań       | 30 | 17  | 16 | 38 |
| 16. | Cracovia           | 30 | 11  | 17 | 60 |

## Kadra
| Zawodnik               | Rok ur.   | Występy        | Bramki         | Występy        | Bramki         | Występy   | Bramki    |
| Zawodnik               | Rok ur.   | RUNDA JESIENNA | RUNDA JESIENNA | RUNDA WIOSENNA | RUNDA WIOSENNA | SEZON     | SEZON     |
| Bramkarze              | Bramkarze | Bramkarze      | Bramkarze      | Bramkarze      | Bramkarze      | Bramkarze | Bramkarze |
| ---------------------- | --------- | -------------- | -------------- | -------------- | -------------- | --------- | --------- |
| Adam Suszek            | 1946      | 14 (1)         |                | 15             |                | 29 (1)    |           |
| Andrzej Wężyk          | 1946      | 1              |                | —              | —              | 1         |           |
| Obrońcy                |           |                |                |                |                |           |           |
| Władysław Bucki        | 1942      | 9              |                | 15             |                | 24        |           |
| Czesław Buda           | 1951      | —              | —              | 0 (2)          |                | 0 (2)     |           |
| Jan Góral              | 1940      | 10 (3)         |                | 15             |                | 25 (3)    |           |
| Jan Lisiewicz          | 1947      | 14             |                | 14             |                | 28        |           |
| Zdzisław Mróz          | ????      | 0 (1)          |                | —              | —              | 0 (1)     |           |
| Jacek Rudak            | 1939      | 11 (2)         |                | 15             |                | 26 (2)    |           |
| Marek Rybka            | 1948      | 9 (1)          |                | —              | —              | 9 (1)     |           |
| Krzysztof Rześny       | 1946      | 13             |                | —              | —              | 13        |           |
| Władysław Żmuda        | 1954      | 1 (1)          |                | —              | —              | 1 (1)     |           |
| Pomocnicy i napastnicy |           |                |                |                |                |           |           |
| Ryszard Dworzecki      | 1947      | 2 (2)          |                | 12 (1)         | 1              | 14 (3)    | 1         |
| Maciej Famulski        | 1939      | 0 (6)          | 1              | 0 (2)          |                | 0 (8)     | 1         |
| Andrzej Kaczewski      | 1945      | 15             | 8              | 15             | 2              | 30        | 10        |
| Tadeusz Kamiński       | 1944      | 7 (1)          | 3              | 10 (3)         | 1              | 17 (4)    | 4         |
| Piotr Kiszka           | 1950      | 2              |                | —              | —              | 2         |           |
| Jerzy Krawczyk         | 1953      | 7 (3)          |                | 11 (3)         | 1              | 18 (6)    | 1         |
| Mieczysław Marciniuk   | 1952      | 8 (4)          | 1              | 7 (5)          |                | 15 (9)    | 1         |
| Andrzej Oryszko        | 1944      | 11 (2)         | 1              | 11 (3)         | 3              | 22 (5)    | 4         |
| Aleksander Pokin-Socha | 1949      | 9              | 1              |                |                | 9         | 1         |
| Andrzej Sykta          | 1940      | 2              |                | 11             | 2              | 13        | 2         |
| Mieczysław Szalak      | 1952      | —              | —              | 0 (4)          |                | 0 (4)     |           |
| Andrzej Szydło         | 1943      | 5              |                | —              | —              | 5         |           |
| Paweł Śpiewok          | 1940      | 15             | 1              | 15             | 1              | 30        | 2         |

## Puchar Polski na szczeblu centralnym
| Data                 | Runda | Przeciwnik    | D/W | Miejsce | Wynik M/P | Strzelcy | Widzów | Źródło        |
| -------------------- | ----- | ------------- | --- | ------- | --------- | -------- | ------ | ------------- |
| 11 października 1970 | I     | Wigry Suwałki | W   | Suwałki | 1:2       | Góral 4' | 5 tys. | [ 71 ] [ 72 ] |

## Mistrzostwa Polski juniorów
28 czerwca 1971 rozpoczął się w Lublinie jeden z czterech turniejów półfinałowych o mistrzostwo Polski juniorów. Motor w pierwszym meczu pokonał Błękitnych Kielce 2:0 (Krawczyk 32', Mrozik 63'), następnie wygrał z Gwardią Olsztyn 5:0, a w decydującym meczu, rozegranym 1 lipca, zremisował z Zagłębiem Sosnowiec 1:1 (Muszyński 7') i awansował do turnieju finałowego.
Turniej finałowy rozpoczął się 8 lipca 1970 w Lublinie, na stadionie przy al. Zygmuntowskich. W pierwszym meczu Motor wygrał z ŁKS-em Łódź 3:0 (Krawczyk 38', 63', Wiater 50'), następnie odniósł zwycięstwo nad Wartą Poznań 3:0, po trzech bramkach Krawczyka.
W ostatnim spotkaniu, rozegranym 11 lipca, Motor pokonał Metal Kluczbork 3:1 (Krawczyk 8', Stawiszyński 14', Żywica 53' sam.) i został drugim w historii lubelskim klubem, po Unii Lublin, który zdobył mistrzostwo Polski juniorów. Mecz obejrzało 4 tys. widzów. Motor wystąpił w składzie: Korczyński – Szalak, Kałkus, Skrzypczyński (Kozłowski), Marciniuk – Szyba, Biernacki, Krawczyk – Stawiszyński, Mrozik, Wiater (Szymański). Złote medale zdobyli: Mariusz Korczyński (bramkarz), Mieczysław Szalak, Bogdan Kałkus, Marek Skrzypczyński, Sławomir Kozłowski, Mieczysław Marciniuk, Ryszard Szyba, Mirosław Biernacki, Jerzy Krawczyk, Zbigniew Stawiszyński, Jan Mrozik, Waldemar Wiater, Tadeusz Szymański, Antoni Piasecki (bramkarz), Dariusz Wojna, Władysław Żmuda, Marek Łukasiewicz, Janusz Kaźmierczak. Trenerem był Jerzy Adamiec.
Tabela turnieju finałowego
| Poz | Klub            | M | Pkt | Bz | Bs |
| --- | --------------- | - | --- | -- | -- |
| 1.  | Motor Lublin    | 3 | 6   | 9  | 1  |
| 2.  | Metal Kluczbork | 3 | 3   | 3  | 4  |
| 3.  | ŁKS Łódź        | 3 | 2   | 8  | 8  |
| 4.  | Warta Poznań    | 3 | 1   | 3  | 10 |